# 57 (число)
57 (п'ятдеся́т сім) — натуральне число між 56 і 58.

## Математика
- 257 = 144115188075855872;
- Число Лейланда — {\displaystyle 2^{5}+5^{2}};
- Напівпросте число
- Недостатнє число
- 1 радіана приблизно дорівнює градусам;
- 57 ділиться на 1, 3, 19.
- Сума цифр числа 57 — 12.
- Добуток цифр числа 57 — 35.

## У науці
- Атомний номер Лантану;
- У Новому загальному каталозі позначається об’єкт NGC 57 — галактика типу E (еліптична галактика) у сузір'ї Риби;
- У Каталозі Мессьє позначається об'єкт Мессьє M57 — планетарна туманність у сузір'ї Ліри;

## В інших сферах
- 57 рік; 57 рік до н. е., 1757 рік, 1857 рік, 1957 рік;
- ASCII-код символу «9»;
- Європейський маршрут E57;
- В Україні автошлях Р 57;
- Міжнародний телефонний код Колумбії;
- Американський фільм Пасажир 57;
- Готтардський базисний тунель має довжину 57 км
- Incident on 57th Street - пісня Брюс Спрінґстіна та гурту E Street Band з альбому The Wild, the Innocent and the E Street Shuffle;
- Heinz 57 - назва соусу компанії Heinz;
- Maybach 57 - модель Maybach;